# Louis Bielle-Biarrey
Louis Bielle-Biarrey (La Tronche, 19 giugno 2003) è un rugbista a 15 francese, tre quarti ala del Bordeaux Bègles.

## Biografia
Nato in Isère da padre tolosano e madre proveniente dalla Riunione, si formò a Seyssins, nei dintorni di Grenoble, città nella quale continuò la sua attività giovanile dal 2016: cresciuto da mediano d'apertura come Jonny Wilkinson, il modello a cui si ispirava, è in seguito evoluto tatticamente specializzandosi nei ruoli di estremo e tre quarti ala.
Dopo il diploma di maturità, fu convocato in nazionale U-20 per il Sei Nazioni di categoria e passò con un biennale al Bordeaux Bègles, con cui esordì in campionato a fine stagione.
Nel 2023 fece parte dei convocati di Fabien Galthié alla Coppa del Mondo nell'équipe maggiore francese, con la quale aveva esordito ad agosto contro la Scozia a Edimburgo.
Nel 2024 si è imposto come miglior realizzatore di mete della Champions Cup insieme a James Lowe.
Analogo traguardo ha raggiunto nel Sei Nazioni 2025 con 8 mete, corredato dal riconoscimento di miglior giocatore del torneo.

## Palmarès
- Champions Cup: 1
Union Bordeaux Bègles: 2024-25